# Еспаньйола (Нью-Мексико)
Еспаньйола (англ. Española) — місто (англ. city) в США, в округах Ріо-Арріба і Санта-Фе штату Нью-Мексико. Населення — 10 526 осіб (2020). Основна частина розташована в окрузі Ріо-Арріба, а частина в окрузі Санта-Фе.

## Географія
Еспаньйола розташована за координатами 36°0′13″ пн. ш. 106°3′57″ зх. д. / 36.00361° пн. ш. 106.06583° зх. д. (36.003598, -106.065805).  За даними Бюро перепису населення США в 2010 році місто мало площу 20,63 км², з яких 20,32 км² — суходіл та 0,31 км² — водойми.

### Клімат
| Клімат : Еспаньйола     | Клімат : Еспаньйола | Клімат : Еспаньйола | Клімат : Еспаньйола | Клімат : Еспаньйола | Клімат : Еспаньйола | Клімат : Еспаньйола | Клімат : Еспаньйола | Клімат : Еспаньйола | Клімат : Еспаньйола | Клімат : Еспаньйола | Клімат : Еспаньйола | Клімат : Еспаньйола | Клімат : Еспаньйола |
| Показник                | Січ.                | Лют.                | Бер.                | Квіт.               | Трав.               | Черв.               | Лип.                | Серп.               | Вер.                | Жовт.               | Лист.               | Груд.               | Рік                 |
| Абсолютний максимум, °C | 19,4                | 23,9                | 28,9                | 31,1                | 36,7                | 40,6                | 41,7                | 39,4                | 37,2                | 31,7                | 28,9                | 22,2                | 41,7                |
| Середній максимум, °C   | 7,2                 | 11,1                | 15,6                | 20,6                | 25,6                | 31,1                | 32,8                | 30,6                | 27,2                | 22,2                | 14,4                | 8,3                 | 20,6                |
| Середній мінімум, °C    | −10                 | −6,7                | −3,3                | 0,6                 | 5,0                 | 10,0                | 13,9                | 12,8                | 8,3                 | 1,1                 | −4,4                | −9,4                | 1,5                 |
| Абсолютний мінімум, °C  | −38,9               | −27,8               | −17,8               | −10                 | −8,3                | −2,2                | 1,7                 | 2,8                 | −3,9                | −12,2               | −29,4               | −26,7               | −38,9               |
| Норма опадів, мм        | 10                  | 10                  | 15                  | 15                  | 18                  | 18                  | 41                  | 48                  | 30                  | 23                  | 15                  | 13                  | 256                 |
| ----------------------- | ------------------- | ------------------- | ------------------- | ------------------- | ------------------- | ------------------- | ------------------- | ------------------- | ------------------- | ------------------- | ------------------- | ------------------- | ------------------- |
| Джерело: weather.com    |                     |                     |                     |                     |                     |                     |                     |                     |                     |                     |                     |                     |                     |

## Демографія
Згідно з переписом 2010 року, у місті мешкали 10 224 особи в 3987 домогосподарствах у складі 2636 родин. Густота населення становила 496 осіб/км².  Було 4432 помешкання (215/км²).
Расовий склад населення:
| - 67,9 % — білих - 3,4 % — корінних американців - 1,1 % — азіатів - 0,5 % — чорних або афроамериканців - 24,9 % — осіб інших рас |

До двох чи більше рас належало 2,1 %. Частка іспаномовних становила 87,1 % від усіх жителів.
За віковим діапазоном населення розподілялося таким чином: 26,5 % — особи молодші 18 років, 60,3 % — особи у віці 18—64 років, 13,2 % — особи у віці 65 років та старші. Медіана віку мешканця становила 35,4 року. На 100 осіб жіночої статі у місті припадало 92,1 чоловіків;  на 100 жінок у віці від 18 років та старших — 90,0 чоловіків також старших 18 років.
Середній дохід на одне домашнє господарство  становив 48 687 доларів США (медіана — 30 257), а середній дохід на одну сім'ю — 57 348 доларів (медіана — 40 578). Медіана доходів становила 34 167 доларів для чоловіків та 32 107 доларів для жінок. За межею бідності перебувало 28,8 % осіб, у тому числі 39,8 % дітей у віці до 18 років та 18,4 % осіб у віці 65 років та старших.
Цивільне працевлаштоване населення становило 3945 осіб. Основні галузі зайнятості: освіта, охорона здоров'я та соціальна допомога — 23,5 %, мистецтво, розваги та відпочинок — 19,8 %, науковці, спеціалісти, менеджери — 14,1 %, публічна адміністрація — 9,4 %.

## Відомі особистості
У поселенні народився:
- Скотт Тіптон (* 1956) — американський політик.